# Uitgave van oudere Noord-nederlandsche Meesterwerken
Uitgave van oudere noord-nederlandsche meesterwerken („Ausgabe von älteren nordniederländischen Meisterwerken“), später (ab Band 35) Uitgave … van de Vereeniging voor Nederlandsche Muziekgeschiedenis (Ausgabe … der Niederländischen Gesellschaft für Musikgeschichte) ist eine von der Maatschappij tot Bevordering der Toonkunst (Gesellschaft zur Förderung der Tonkunst) herausgegebene Reihe mit älteren nordniederländischen Meisterwerken. Sie erschien in Utrecht, Amsterdam, Lpz. 1869–1939 (bis 1958 noch 2 Bände) und umfasst 45 Bände.
Die Vereniging voor Nederlandse Muziekgeschiedenis (Gesellschaft für niederländische Musikgeschichte) war im Jahr 1868 von Jan Pieter Heije (1809–1876) gegründet  worden.

## Inhaltsübersicht
(nach Riemann, 12. A., Sachteil. S. 208)
- I (1869),  J. P. Sweelinck, Regina coeli;
- II (1871),  A. Valerius, Nederlandtsche Gedenck-Clanck (Ausw. d. nld. Werke);
- III (1871), Orgelkompositionen v. J. P. Sweelinck u. S. Scheidt;
- IV (1872), „Twaalf geuzeliedjess“ (aus d. Geusen-Liederbiichem v. 1588 u. später);
- V (1873), Madrigale u. Chansons (insgesamt 5) v. C. Schuyt u. J. P. Sweelinck;
- VI–VII (1876/77), J. P. Sweelinck, 8 Psalmen sowie Chansons (nebst Biogr.);
- VIII (1878), Ausw. aus J. Wannings LII Sententiae;
- IX (1880), J. Obrecht, Messe Fortuna desperata;
- X (1882), „Oudnederlandsche danswijzn“ (in 4-händiger Kl.-Bearb.);
- XI (1883), C. Huygens, Pathodia sacra et profana (nebst d. mus. Briefwechsel) ;
- XII (1884), J. P. Sweelinck, 6 Psalmen;
- XIII–XIV (1886/87), J. A. Reinken, Hortus musicus u. Partite diverse sopra Varia „Schweiget mir vom Weiber nehmen“;
- XV (1888), J. P. Sweelinck, Hodie Christus natus est (Cantio sacra);
- XVI (1890), „Vier en twintig liederen“ aus d. 15./16. Jh. (f. Gesang u. KX);
- XVII (1891), J. P. Sweelinck, d. 150. Psalm (f. 8 St.) ;
- XVIII (1894), J. Obrecht (irrtümlich zugeschrieben), Passio Domini (nach Matthaus);
- XIX (1898), A. van Noordt, Tabulatuur-Boeck;
- XX (1897), „Oud-hollandsche boerenliedjes en contradansen“ (f. V. u. KX),  H. 1 (weiteres s. u. XXIII, XXXIII, XXXVI);
- XXI (1898), „Marschen in gebruik bij het nederlandsche leger gedurende den spaansden successie oorlog“ (in 4-händigem Kl.-Arrangement) ; XXII (1899), C. Boscoop, Psalmen Davids;
- XXIII (1900), „Oud-hollandsche boerenliedjes ...“, H. 2 (s. o. XX) ;
- XXIV (1901), J. Tollius, d. 6st. Madrigali;
- XXV (1902), „Nederlandsche dansen d. 16de eeuw“ (f. Kl. 4-händig), H. 1 (2 s. u. XXVII);
- XXVI (1903), P. Phalèses Sammelwerk Een duytsch musyck boeck (1572);
- XXVII (1905), „Nederlandsche dansen ...“ (s. o. XXV), H. 2, aus P. Phalèses Premier livre de danseries (1574);
- XXVIII (1907), J. Schenck, Scherzi musicali;
- XXIX (1908), aus T. Susato, Het derde musyck boexken (1551);
- XXX (1910), „Driestemmige oud-nederlandsche liederen“ (v. Ende d. 15. Jh.);
- XXXI (1911), P. Locatelli, 2 V.-Sonaten (op. 6 Nr. 7 u. op. 8 Nr. 5);
- XXXII (1912), C. Fr. Hurlebusch, Compositioni musicali per il cembalo;
- XXXIII (1912), „Oud-hollandsche boerenliedjes ...“, H. 3/4 (s. o. XX);
- XXXIV (1913), Orch.-Kompositionen v. Anfang d. 17. Jh. (Paduanen u. Gaillarden v. M. Borchgrevinck,  B. Grep u. N. Gistou);
- XXXV (1915), A. Willaert, Missa super Benedicta;
- XXXVI (1916), „Oud-holland-sche boerenliedjes ...“, H. 5 (s. o. XX); XXXVII  (1918), „Oud-nederlandsche klaviermusiko“ (aus d. Musikbuch d. Anna Maria van Eijl, 1671);
- XXXVIII (1920), Ph. de Monte, Missa ad modulum Benedicta es;
- XXXIX (1920), Studie v. M. Seiffert, Wat leren uns de schilderijen en prenten der 16de eeuw over de instrumentale begeleiding van den zang en den oorsprong van de muziek-gravure?;
- XL (1921), „Nederlandsche boerendansen“;
- XLI (1926), P. Hellendaal, 4 Vc.-Sonaten (aus op. 5);
- XLII (1931), C. Th. Padbrue, J. V. Vondels Kruisbergh en Klaght;
- XLIII (1933), Abh. v. E. Reeser, De muzikale handschriften van Alphons Diepenbrock;
- XLIV (1936), „Drie oud-nederlandsche motetten“ (v. J. Obrecht, Josquin Desprez u. J. Clemens non Papa);
- XLV (3 H., 1937/38/48), C. Schuyt, „5-stemmige madrigalen“;
- XLVI (1955), R. P. van Oevering, VI Suittes voor't clavier op. 1;
- XLVII (1958), J. P. Sweelinck, Suppl. zu Teil I (Werke £. Org. u. Cemb.) d. GA.